# Шаповалов, Олег Владимирович
Олег Владимирович Шаповалов (укр. Шаповалов Олег Володимирович; 16 февраля 1963 года, Изюм, Харьковская область — 6 августа 2021) — украинский политический и государственный деятель. Председатель Харьковского областного совета (2005—2006).

## Биография
Олег Шаповалов родился 16 февраля 1963 года в городе Изюме Харьковской области.
В 1986 году закончил Харьковский институт механизации и электрификации сельского хозяйства и получил специальность инженер-механик. Его послали в Изюмский СПТУ № 61 преподавать спецдисциплины.
В феврале 1988 года стал работать в комсомоле.
Работал также секретарем Изюмского горкома комсомола и заведующим отделом социально-экономических проблем и инициатив молодежи Харьковского обкома комсомола.
С мая 1992 года работал в концерне «ЭПОС» главным специалистом отдела имущественного страхования был директором отдела личного страхования и заместителем председателя правления.
С февраля 1995 года председатель правления.
С ноября 1995 года по июль 1997 года выполнял обязанности вице-президента по финансам и коммерции был председателем правления концерна.
В 1996 году закончил экономический факультет Харьковского государственного университета им. В. Н. Каразина и получил специальность «финансы и кредит».
В июле 1997 года назначен главным специалистом, а с ноября стал заместителем начальника отдела газового комплекса и заместителем топливного обеспечения управления энергетики, а также стал заместителем топливно-энергетического комплекса Харьковской облгосадминистрации.
С декабря 1997 года по октябрь 1998 года работал заместителем начальника по учёту и по распределению природного газа Безлюдовского района газоснабжения ОАО «Харьковгаз». С октября 1998 года по февраль 2000 года заместитель председателя правления по экономическим вопросам ОАО «Харьковгаз». С февраля 2000 года по январь 2002 года директор ГК «Регионгаз» ОАО «Харьковгаз». С января 2002 года по январь 2005 года заместитель председателя правления по вопросам газоснабжения ОАО «Харьковгаз».
В 2002 году стал депутатом Харьковского областного совета IV созыва.
В январе 2005 года выбран заместителем председателя Харьковского областного совета, а в феврале избран председателем Харьковского областного совета IV созыва.
26 марта 2006 года стал депутатом Харьковского областного совета V созыва.
Член комиссии по вопросам топливно-энергетического комплекса, энергосбережения и жилищно-коммунального хозяйства.
В июле 2009 года стал заместителем председателя Харьковской областной государственной администрации.
В январе 2009 года освобождён от занимаемой должности и стал генеральным директором ОАО «Харьковская ТЭЦ-5».
Председатель Харьковской областной организации УРП «Собор». Умер 6 августа 2021 года.

## Политическая деятельность
С 6 марта 2009 года член группы депутатов «За Украину!».
31 января 2010 года стал членом партии «За Украину».
Член Нашей Украины.

## Награды
В 2009 году кавалер ордена «За заслуги» III степени. В 2004 году награждён грамотой и нагрудным знаком Верховной Рады Украины «За заслуги перед украинским народом» и награждён орденом Украинской Православной Церкви Святого Архистратига Михаила, а также почетной грамотой НАК «Нафтогаз Украины» и почетной грамотой Харьковской облгосадминистрации и облсовета.
22 декабря 2009 года получил Почётный знак отличия «Слобожанская слава» «за весомый личный вклад в развитие отечественной энергетической отрасли, социально-экономического потенциала Харьковской области».

## Увлечения
Президент Харьковской областной федерации парашютного спорта и федерации парашютного спорта Украины.
Несколько раз был рекордсменом Украины, а также с 2004 года рекордсмен Книги рекордов Гиннеса.
Совершил более тысячи прыжков с помощью парашюта.
Категория «D» по групповой акробатике. Рекордсмен Украины в категории «Большие формации».

## Личная жизнь
Был женат, имел дочь и сына.